# تهديد ترامب باستهداف المواقع الثقافية الإيرانية

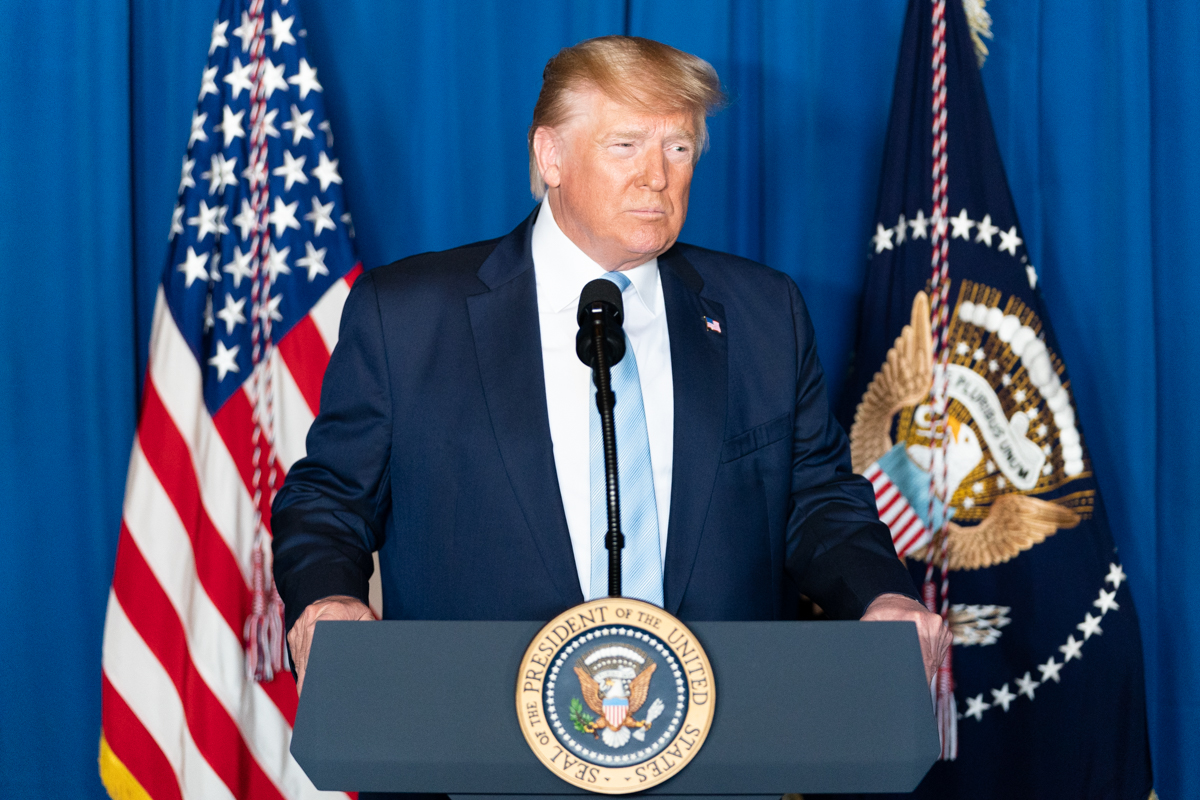
خطاب ترامب عقب الغارة الجوية الامريكي التي قتلت قاسم سليماني في العراق

في يوم السبت 4 يناير 2020، هدد الرئيس الأمريكي آنذاك، دونالد ترامب، بتوجيه ضربة ضد 52 هدفا داخل إيران «بسرعة كبيرة وبقوّة كبيرة»، إذا ردت إيران على اغتيال الجنرال قاسم سليماني. وأضاف ترامب انّ بعض تلك المواقع هي «على درجة عالية للغاية من الأهمية لإيران وللثقافة الإيرانية».
وُصف التهديد على نطاق واسع بأنه «وعد واضح بارتكاب جرائم حرب»، وأدانه المجتمع الدولي بالإضافة إلى سياسيين أمريكيين آخرين. لكن جدد دونالد ترامب تهديده في يوم الأحد، وقال «مسموح لهم بقتل شعبنا... ولا يُسمح لنا بلمس مواقعهم الثقافية؟ الأمور لا تسير بهذه الطريقة».
رداً على ذلك، قارن المسؤولون الإيرانيون الولايات المتحدة بداعش وألمانيا النازية والقبائل البربرية. يعدّ استهداف المواقع الثقافية جريمة حرب بموجب اتفاقية لاهاي لعام 1954.
وفي يوم الاثنين استبعد وزير الدفاع الأميركي مارك إسبر في تصريحات للصحفيين، ضرب المواقع الثقافية الإيرانية، وأكد إن «بلاده ستلتزم بقوانين النزاع المسلح التي تحظر استهداف الآثار».
وقبل يوم الثلاثاء تراجع ترامب عن تهديداته.

## الخلفية
في 3 يناير 2020، وفي ظل تصاعد التوترات بين الولايات المتحدة وإيران، شنت الولايات المتحدة غارة بطائرة مسيرة بدون طيار على قافلة كانت تسير بالقرب من مطار بغداد الدولي، وأسفرت عن مقتل اللواء في الحرس الثوري وقائد فيلق القدس قاسم سليماني، ومعه نائب قائد قوات الحشد الشعبي العراقي أبو مهدي المهندس ومعهما 9 آخرون.
أثار إغتيال قاسم سليماني ردود فعل واسعة وكبيرة جدا، وقد أدى إلى تصعيد حدة التوتر بين الولايات المتحدة وإيران وإثارة المخاوف من نشوب صراع. وتعهد القادة الإيرانيون بالانتقام من الولايات المتحدة.

## التهديدات

### التهديد الأول
في يوم السبت 4 يناير 2020، كتب ترامب في تغريدة على «تويتر»، أنه «إذا استهدفت إيران أي أمريكيين أو أصول أمريكية، فإن الولايات المتحدة حددت 52 موقعاً إيرانياً وستضربها بسرعة كبيرة وبقوّة كبيرة»، وأضاف انّ بعض تلك المواقع هي «على درجة عالية للغاية من الأهمية لإيران وللثقافة الإيرانية».

### التهديد الثاني
بعد يوم من التهديد الأول، دافع ترامب عن تهديده، في حديث للصحفيين على متن طائرة الرئاسة، وقال: «مسموح لهم بقتل شعبنا... ولا يُسمح لنا بلمس مواقعهم الثقافية؟ الأمور لا تسير بهذه الطريقة».

## ردود الفعل

### الولايات المتحدة الأمريكية
حاول البنتاغون أن ينأى بنفسه عن تغريدات ترامب بشأن استهداف المواقع الثقافية الإيرانية. وعندما سُئل وزير الدفاع الأمريكي مارك إسبر في مؤتمر صحفي، عما إذا كان مستعدا لاستهداف المواقع الثقافية، فقال: «سنتبع قوانين النزاع المسلح». ثم سُئل عما إذا كان هذا يعني «أنه لن يستهدف هذه المواقع لأن ذلك يعد جريمة حرب؟»، فقال إسبر:«هذه هي قوانين النزاع المسلح».
ومع ذلك، دافع وزير الخارجية مايك بومبيو عن تغريدات ترامب.
وصف السناتور الأمريكي كريس مورفي، والسناتورة الأمريكية إليزابيث وارن، تغريدات ترامب بأنها «تهدد بارتكاب جرائم حرب».
وغردت عضوة الكونغرس ألكسندريا أوكاسيو كورتيز، عبر حسابها بموقع تويتر، أن "التهديد باستهداف وقتل عائلات ونساء وأطفال أبرياء -وهو ما تفعله من خلال استهداف المواقع الثقافية- لا يجعلك "رجلًا صعبًا" ولا يجعلك "إستراتيجيًا"، بل يجعلك "وحشًا".
كما حذر جو بايدن من «سلوك ترامب غير العقلاني». وقالت عضوة الكونغرس إلهان عمر: «يهدد رئيس الولايات المتحدة بارتكاب جرائم حرب على تويتر. الله يساعدنا جميعا!».

### إيران
قال وزير الخارجية الإيراني، محمد جواد ظريف، إن ترامب الذي انتهك بشكل خطير القانون الدولي عبر «الاغتيالات الجبانة يوم الجمعة»، يهدد بانتهاك القواعد الآمرة. «يعدّ استهداف المواقع الثقافية جريمة حرب».
وكتب ظريف في تغريدة أخرى: "نذكّر الذين يهلوسون وهم يحلمون بالاقتداء بجرائم الحرب التي ارتكبها داعش، باستهداف تراثنا الحضاري: على مدى آلاف السنين خلال تاريخنا، أتى برابرة ودمروا مدننا وهدموا صروحنا وأحرقوا مكتباتنا. أين هم اليوم؟ نحن ما زلنا هنا، ونقف شامخين".
وقال الرئيس الإيراني حسن روحاني على تويتر:«أولئك الذين يشيرون إلى رقم 52 عليهم أن يتذكروا أيضا رقم 290»، في إشارة إلى إسقاط سفينة حربية أمريكية لطائرة إيرانية عام 1988 مما أودى بحياة 290 شخصا. وأضاف «إياك أن تهدد الأمة الإيرانية».
وردّ الجيش الإيراني على تهديد ترامب قائلاً إن الولايات المتحدة لا تملك «الشجاعة» للقيام بذلك.
وشبّه وزير الاتصالات وتكنولوجيا المعلومات الإيراني محمد جواد آذري جهرمي، الرئيس الأمريكي دونالد ترامب، بكلا من «داعش وجنكيز خان وهتلر»، معتبرًا أن جميعهم يكرهون الثقافات. وقال في تغريدة على تويتر إن الرئيس الأمريكي دونالد ترامب «إرهابي يرتدي بذلة» و«سيتعلم من التاريخ قريبا أن أحدا لا يستطيع هزيمة الأمة والثقافة الإيرانية العظيمة».
ورد الإيرانيون على تغريدات ترامب من خلال نشر صور المواقع الثقافية الإيرانية المفضلة على وسائل التواصل الاجتماعي باستخدام هاشتاغ #IranianCulturalSites.

### المملكة المتحدة
حذر رئيس الوزراء البريطاني بوريس جونسون الولايات المتحدة من أن «مهاجمة المواقع الثقافية الإيرانية يمكن أن تشكل جرائم حرب بموجب القانون الدولي».
وقال وزير الخارجية البريطاني دومينيك راب إن المواقع الثقافية محمية بموجب القانون الدولي. وإن بريطانيا تتوقع احترام ذلك.

### المنظمات العالمية
وقالت أودري أزولاي، المديرة العامة لمنظمة الأمم المتحدة للتربية والعلم والثقافة، أن «إيران والولايات المتحدة وقعتا معاهدتين تنصان على حماية المواقع الثقافية والتراث العالمي».
وكتب فرانشيسكو باندارين، وهو مسؤول كبير سابق في اليونسكو، «إذا دمرت الولايات المتحدة المواقع الثقافية الإيرانية، فسيكون الرئيس ترامب مسؤولاً جنائياً بموجب القانون الدولي».
وأكد الأمين العام للأمم المتحدة، أنطونيو غوتيريش، دون أن يذكر ترامب بالاسم، أن التعاون الدولي يجب أن يستمر في الحفاظ على ميراث الكنوز البشرية.
ودعت منظمّة هيومن رايتس ووتش الحكومة الأميركية إلى إعلان امتثال الولايات المتحدة فوراً وفي جميع الأوقات لقوانين الحرب، مؤكّدةً أنّ «التهديد العلني الذي أطلقه الرئيس الأميركي دونالد ترامب بمهاجمة مواقع إيرانية ثقافية تشكّل جرائم حرب» وهي «تعكس تجاهل ترامب وإدارته لحقوق الإنسان».
ومن جهتها، أكدت منظمة العفو الدولية، أن «الاستهداف المتعمّد للأعيان المدنية والمواقع الدينية والتراثية يعد انتهاكاً للقانون الإنساني الدولي وجريمة حرب». وقالت المنظمة: «يجب على الرئيس دونالد ترامب أن يتراجع عن تهديده لإيران وأن يعلن صراحةً التزامه بالقانون الدولي».

## بعد
في يوم الثلاثاء تراجع دونالد ترامب عن تهديداته باستهداف المواقع الثقافية الإيرانية. وقال في المكتب البيضاوي: «أحب أن أطيع القانون».